# 김지찬
김지찬(金智讚, 2001년 3월 8일~)은 대한민국의 야구 선수로 현재 KBO 리그 팀인 삼성 라이온즈의 내야수로 활동하고 있다.

## 어린 시절
라온고등학교 3학년 때부터 두각을 드러내기 시작해 청소년 대표팀에 선발됐다. 2019년 U-18 야구 월드컵에 출전해 도루와 적시타를 쳐 내며 대한민국 U-18 대표팀을 동메달까지 오르게 하는 활약을 펼쳐 3관왕에 올랐다. 이 활약으로 2라운드에서 삼성 라이온즈에 지명됐다.

## 프로 선수 경력
2020년 삼성 라이온즈의 2차 2순위 지명을 받아 입단했다. 청백전과 연습 경기 때 꾸준히 경기에 출장했고, 개막 엔트리에 들었다. 2020년 5월 5일 NC전에서 데뷔 첫 경기를 치렀고, 경기 후반에 대주자로 출전해서 타석에는 들어서지 못했다.

## 국가대표팀 경력
2019년 부산에서 열린 2019년 U-18 월드컵에 참가하여 대한민국 청소년 대표팀의 3위에 공헌했다. 또한 최우수 타격상, 최우수 수비상, 최다 도루상을 받았다. 2019년 U-18 월드컵 대회에서 개인상 2개 이상을 수상한 선수는 김지찬이 유일하다.
2023년에 2022년 아시안 게임에 참가하는 대한민국 성인 대표팀에 발탁되었다. 예선 경기인 홍콩과 태국전에 출전했고 대표팀이 결승에서 중화 타이베이를 꺾으면서 금메달을 획득했다.

## 응원가
삼성의 김지찬 안타를 날려라
삼성의 김지찬 찬 찬 찬 김지찬! ×3

## 트리비아
- 같은 팀의 김성윤과 함께 KBO 최단신 선수이다.
- 중학교 때 제일 좋아하는 야구 선수는 서건창이었다.
- 삼성 라이온즈에 입단 후에는 당시 같은 팀이었던 김상수를 롤 모델이라고 했다.

## 출신 학교
- 백사초등학교 (이천시리틀)
- 모가중학교
- 라온고등학교
- 대구대학교

## 통산 기록
| 연도 | 팀명  | 타율  | 경기 | 타수 | 득점 | 안타 | 2루타 | 3루타 | 홈런 | 루타 | 타점 | 도루 | 도실 | 볼넷 | 사구 | 삼진 | 병살 | 실책 |
| ---- | ----- | ----- | ---- | ---- | ---- | ---- | ----- | ----- | ---- | ---- | ---- | ---- | ---- | ---- | ---- | ---- | ---- | ---- |
| 2020 | 삼성  | 0.232 | 135  | 254  | 47   | 59   | 5     | 1     | 1    | 69   | 13   | 21   | 4    | 24   | 2    | 44   | 1    | 10   |
| 2021 | 삼성  | 0.274 | 120  | 296  | 50   | 81   | 6     | 0     | 1    | 90   | 26   | 23   | 4    | 27   | 0    | 31   | 0    | 19   |
| 2022 | 삼성  | 0.280 | 133  | 361  | 62   | 101  | 7     | 6     | 0    | 120  | 25   | 25   | 4    | 45   | 2    | 64   | 2    | 22   |
| 2023 | 삼성  | 0.292 | 99   | 291  | 59   | 85   | 4     | 2     | 1    | 96   | 18   | 13   | 1    | 48   | 9    | 36   | 1    | 16   |
| 2024 | 삼성  | 0.316 | 135  | 453  | 102  | 143  | 16    | 3     | 3    | 174  | 36   | 42   | 4    | 60   | 9    | 40   | 5    | 3    |
| 통산 | 5시즌 | 0.283 | 602  | 1655 | 320  | 469  | 38    | 12    | 6    | 549  | 118  | 124  | 17   | 204  | 22   | 215  | 9    | 70   |